# Lotharinger

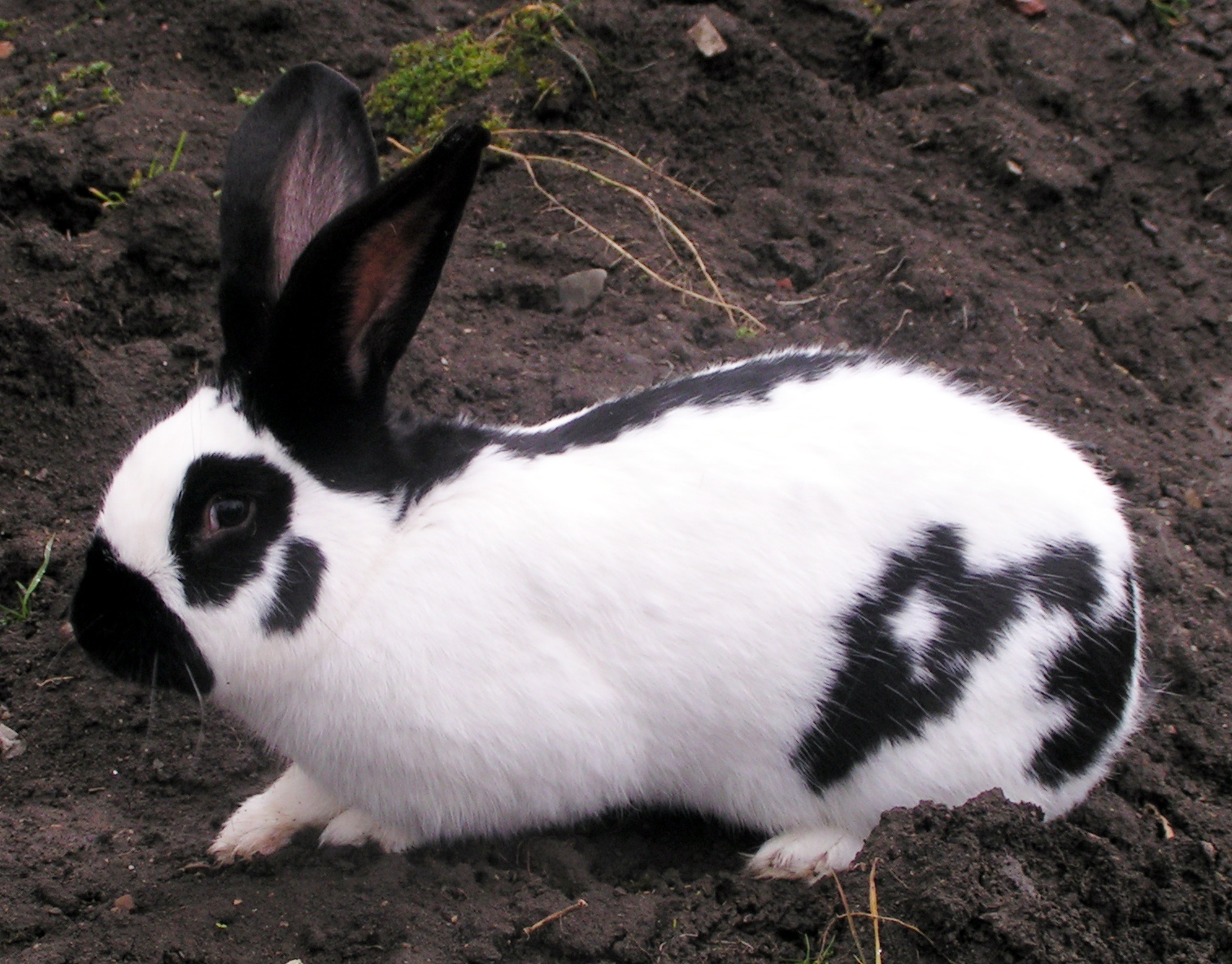

De lotharinger is een groot konijnenras uit Frankrijk dat is ontstaan uit Vlaamse reuzen, Franse hangoren en gevlekte slachtkonijnen.
Lotharingers hebben een heldere witte vacht met tekening op de oren en snuit, oogringen en wangstippen. Ook hebben ze een aalstreep, vanaf de oren tot aan de staart, en op elke zijde zitten verschillende ronde stippen. De kleuren zijn zwart, wildkleur, konijngrijs, blauwgrijs, ijzergrauw, blauwgrauw, madagaskar, driekleur en havanabruin.
Er bestaat ook een kleinere variant van dit ras. Lotharingers zijn rustige konijnen. Ze kunnen zowel buiten als binnen gehouden worden. Door hun makkelijke karakter zijn ze vaak makkelijk te koppelen.